# Pargny (Ardennes)
Pour les articles homonymes, voir Pargny.
Pargny est une localité de Rethel et une ancienne commune française, située dans le département des Ardennes en région Grand Est.

## Histoire
Pargny était, sous l'Ancien-Régime, une paroisse qui comptait un hameau : Resson. Ce dernier fut érigé en commune indépendante en 1790. Les communes de Pargny et Resson fusionnèrent, en 1828, pour former la commune de Pargny-Resson. Cette dernière fusionna, le 29 décembre 1973, dans la commune de Rethel, sous le statut de commune associée.

## Administration
| Période                                  | Période | Identité | Étiquette | Qualité |
| ---------------------------------------- | ------- | -------- | --------- | ------- |
| Les données manquantes sont à compléter. |         |          |           |         |
|                                          |         |          |           |         |

## Démographie
| 1793 | 1800 | 1806 | 1821 |
| ---- | ---- | ---- | ---- |
| 272  | 151  | 157  | 145  |

Histogramme

(élaboration graphique par Wikipédia)